# Brachystephanus lyallii
Brachystephanus lyallii är en akantusväxtart som beskrevs av Christian Gottfried Daniel Nees von Esenbeck. Brachystephanus lyallii ingår i släktet Brachystephanus och familjen akantusväxter. Inga underarter finns listade i Catalogue of Life.